# Xian de Wulan
Le xian de Wulan (乌兰县 ; pinyin : Wūlán Xiàn) est un district administratif de la province du Qinghai en Chine. Il est placé sous la juridiction de la préfecture autonome mongole et tibétaine de Haixi.

## Démographie
La population du district était de 105 087 habitants en 1999.
La ville de Xiligou comptait 12 454 habitants en 2000.